# (7501) Farra
(7501) Farra (1996 VD3) – planetoida z pasa głównego asteroid okrążająca Słońce w ciągu 6,08 lat w średniej odległości 3,33 j.a. Odkryta 9 listopada 1996 roku.